# Effet Boycott

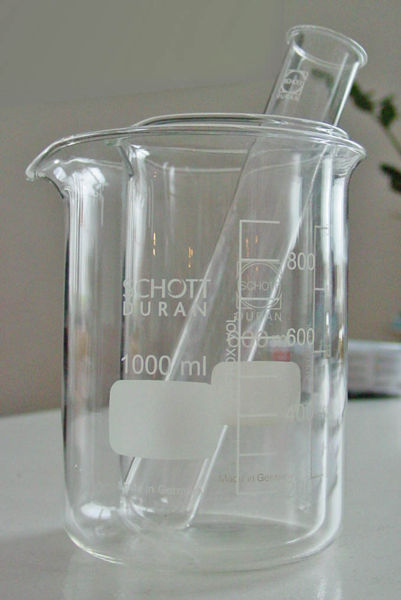
Tube à essais incliné.

L'Effet Boycott est un phénomène physique, observé pour la première fois par le biologiste Arthur Edwin Boycott en 1920 alors qu'il étudiait la sédimentation des globules rouges. On observe que la sédimentation est plus rapide dans un tube incliné que dans un tube vertical. En effet, lorsque le tube est incliné, les sédiments s'accumulent rapidement contre la paroi inférieure du tube, libérant ainsi un flux de contre-écoulement le long de la paroi opposée.
Il se forme alors deux flux de densité différente. L'un chargé de sédiments et descendant vers le fond du tube, l'autre plus léger remontant vers la partie supérieure.